# Wódka (Branice)
Wódka (deutsch Hochkretscham, tschechisch Vodka) ist ein Ort in der Landgemeinde Branice im Powiat Głubczycki der Woiwodschaft Opole in Polen.

## Geographie
Das Angerdorf Wódka liegt sechs Kilometer nordöstlich von Branice (Branitz), 16 Kilometer südlich von Głubczyce (Leobschütz) und 79 Kilometer südlich von Opole (Oppeln) in der Schlesischen Tiefebene.
Nachbarorte von Wódka sind im Norden Dzbańce-Osiedle (Paulinenhof), im Südosten Niekazanice (Osterwitz) und im Nordwesten Posucice (Poßnitz).

## Geschichte

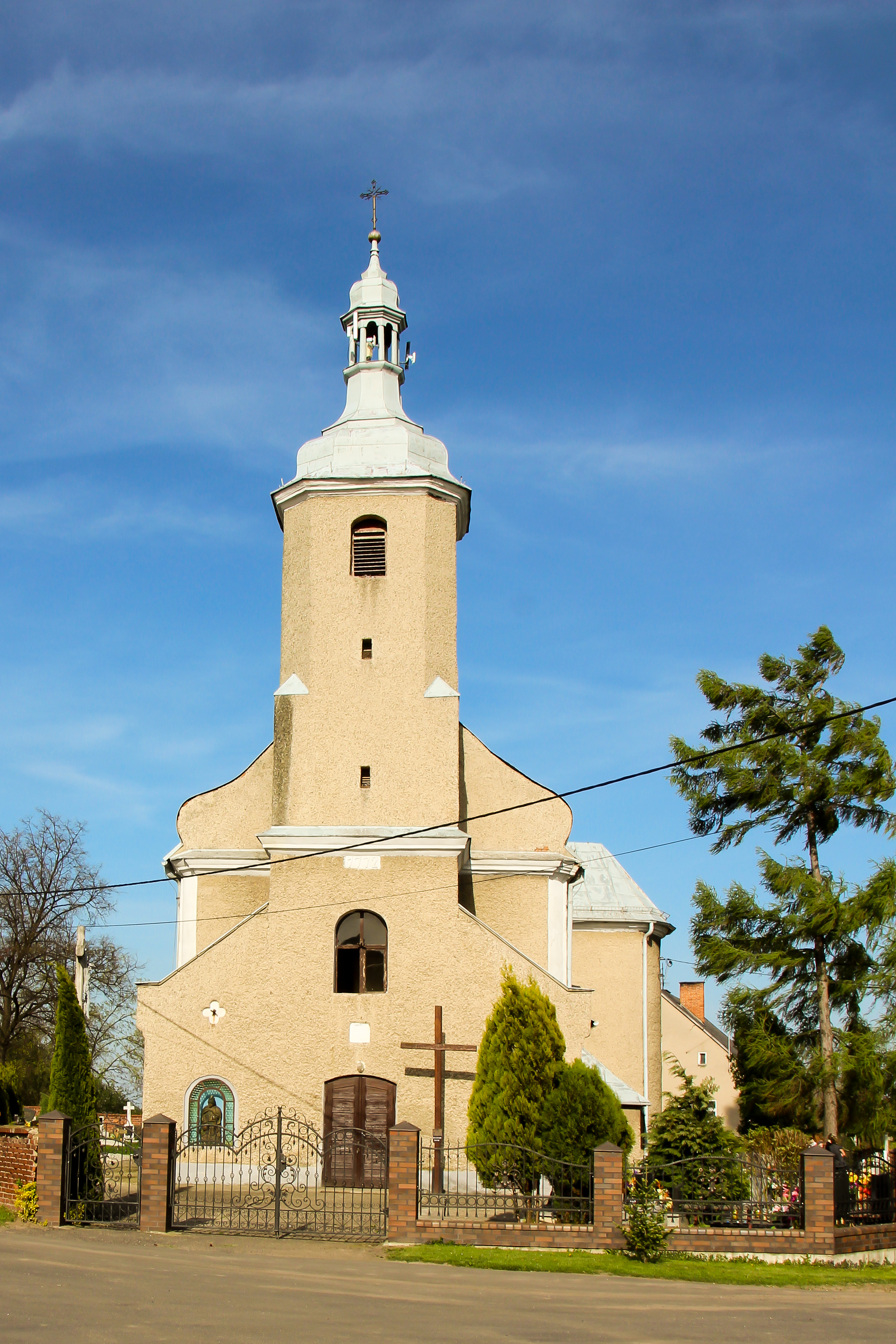
St.-Thekla-Kirche

Der Ort wurde 1223 erstmals als Vduboue und Vodka erwähnt. Es gehörte zum Herzogtum Troppau und gelangte bei dessen Teilung 1377 an das neu gebildete Herzogtum Leobschütz. Damals ist es in der Schreibweise „Hoecretschim“ belegt.
1723 zählte der Ort 17 Bauern, acht Kleinbauern und 16 Arbeiter. Nach dem Ersten Schlesischen Krieg 1742 fiel Hochkretscham mit dem größten Teil Schlesiens an Preußen. 1772 wurde im Ort eine katholische Kirche und eine katholische Schule errichtet. Im Jahr 1783 zählte das Dorf 24 Bauern, 26 Kleinbauern und 14 Landhäuser sowie 390 Einwohnern und eine Fläche von 665 ha.
1743 wurde Hochkretscham dem Landkreis Leobschütz eingegliedert, mit dem es bis 1945 verbunden blieb. 1845 bestanden im Dorf eine katholische Kirche, eine katholische Schule, zwei Windmühlen, eine Brauerei, eine Brennerei und 105 Häuser. Im gleichen Jahr lebten in Hochkretscham 625 Einwohner, davon 11 evangelisch. 1861 zählte Hochkretscham 19 Bauern-, 26 Gärtner- und 49 Häuslerstellen. 1874 wurde der Amtsbezirk Kaldaun gebildet, dem die Landgemeinden Hochkretscham, Kaldaun und Osterwitz und der Gutsbezirk Kaldaun umfasste.
Bei der Volksabstimmung in Oberschlesien am 20. März 1921 stimmten in Hochkretscham 518 Personen für einen Verbleib bei Deutschland und 1 für Polen. Hochkretscham verblieb wie der gesamte Stimmkreis Leobschütz beim Deutschen Reich. 1933 zählte der Ort 730, 1939 wiederum 680 Einwohner. Bis 1945 gehörte der Ort zum Landkreis Leobschütz. Im März flüchtete die Dorfbevölkerung vor der heranrückenden Roten Armee ins Sudetenland.
1945 kam der bisher deutsche Ort unter polnische Verwaltung, wurde in Wódka umbenannt und der Woiwodschaft Schlesien angeschlossen. 1950 wurde Wódka der Woiwodschaft Oppeln zugeteilt. 1999 wurde es Teil des wiedergegründeten Powiat Głubczycki.

## Sehenswürdigkeiten

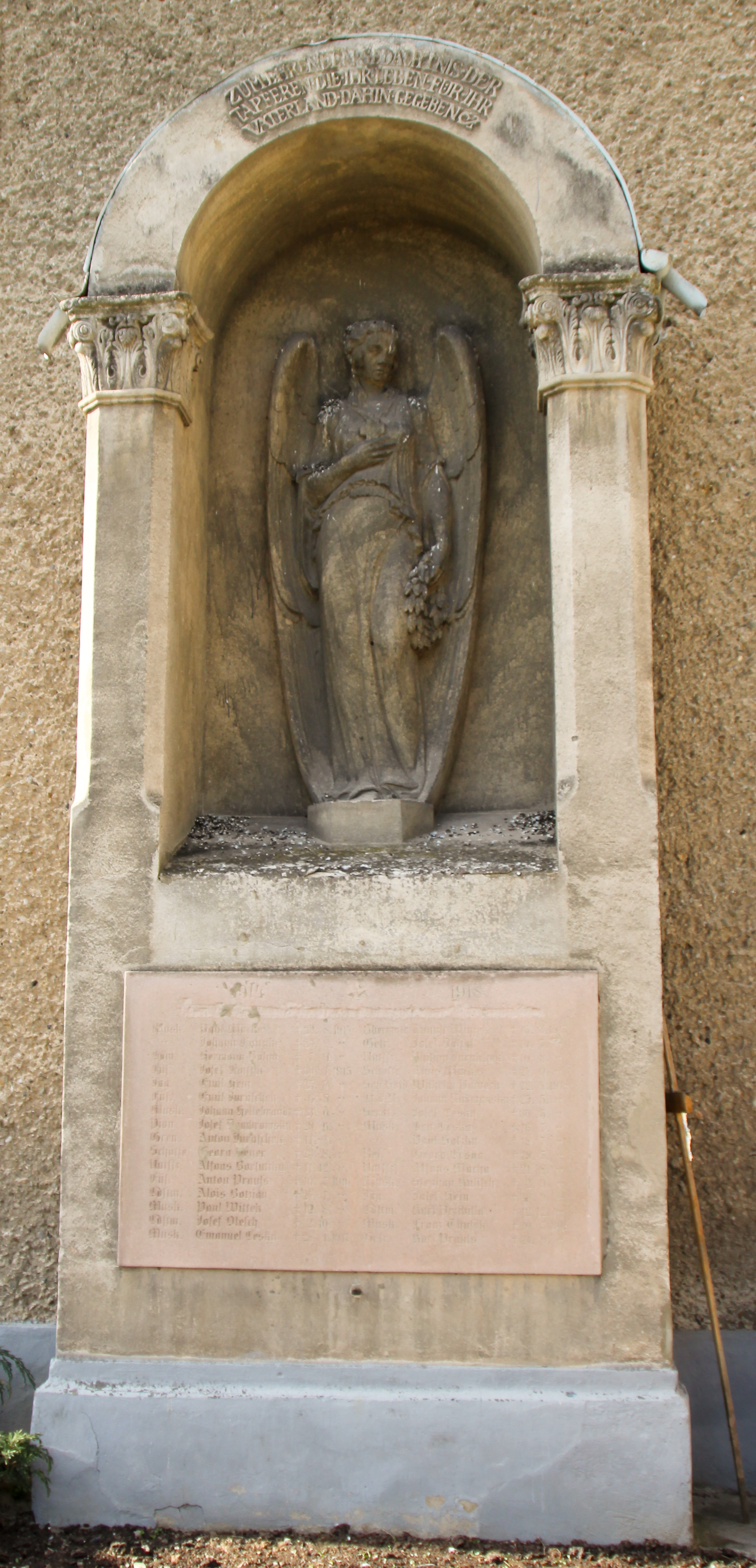
Gefallenendenkmal

- Die römisch-katholische St.-Thekla-Kirche (polnisch Kościół św. Tekli) wurde 1772 erbaut. Im Zweiten Weltkrieg wurde die Kirche im März 1945 wurde der Kirchenbau teilweise zerstört und in den 1950er Jahren wieder aufgebaut.[9] Seit 1966 steht die Kirche unter Denkmalschutz.[10]
- Denkmal für die Gefallenen des Ersten Weltkriegs
- Steinerne Wegekreuze

## Vereine
- Freiwillige Feuerwehr OSP Wódka